# لی هیون-جو
لی هیون-جو (انگلیسی: Lee Hyun-ju؛ زادهٔ ۷ فوریهٔ ۲۰۰۳) بازیکن فوتبال اهل کره جنوبی است که در حال حاضر برای باشگاه فوتبال بایرن مونیخ ۲ در پست هافبک بازی می‌کند.
از باشگاه‌هایی که در آن بازی کرده است می‌توان به بایرن مونیخ ۲ و پوهانگ استیلرز اشاره کرد.
وی همچنین در تیم‌های ملی فوتبال زیر ۱۴ سال، زیر ۱۷ سال، زیر ۲۳ سال و کره جنوبی بازی کرده است.

## دوران باشگاهی

### دوران نوجوانی
لی کار خود را در باشگاه محلی Tree Mers FC در آنسان آغاز کرد، قبل از اینکه در سال ۲۰۱۶ به پوهانگ استیلرز بپیوندد.

### بایرن مونیخ
در ژانویه ۲۰۲۲، لی از باشگاه پوهانگ استیلرز به تیم بزرگ آلمانی بایرن مونیخ به صورت قرضی یک ساله پیوست، با گزینه تبدیل قرارداد به دائمی. پس از عملکرد خوب با تیم دوم بایرن مونیخ در دوره قرضی، بایرن مونیخ در اوت ۲۰۲۲ گزینه خرید را فعال کرد و لی قراردادی تا سال ۲۰۲۵ امضا کرد.

#### قرضی به وهن ویسبادن
در ۷ ژوئیه ۲۰۲۳، او به صورت قرضی به باشگاه تازه صعود کرده وهن ویسبادن برای فصل ۲۰۲۳–۲۴ منتقل شد.

#### قرضی به هانوفر ۹۶
در ۲۳ ژوئن ۲۰۲۴، قرارداد خود را با بایرن مونیخ تا سال ۲۰۲۷ تمدید کرد و به صورت قرضی به باشگاه هانوفر ۹۶ برای فصل ۲۰۲۴–۲۵ منتقل شد، با گزینه تبدیل قرارداد به دائمی.

## دوران ملی
لی در سطوح مختلف جوانان برای کره جنوبی بازی کرده است.  
او در سپتامبر ۲۰۲۲ برای تیم المپیک زیر ۲۳ سال کره جنوبی در آماده‌سازی برای المپیک تابستانی ۲۰۲۴ فراخوانده شد.
لی اولین دعوت خود را به تیم ملی فوتبال کره جنوبی برای مسابقات مقدماتی جام جهانی ۲۰۲۶ مقابل کویت و فلسطین در ۱۴ و ۱۹ نوامبر ۲۰۲۴ دریافت کرد.  
او در مقابل کویت اولین بازی ملی خود را انجام داد.

## زندگی شخصی
لی از جاشوا کیمیخ به عنوان بازیکنی که الگو گرفته نام برده است و همچنین جامال موسیالا را به عنوان بازیکنی در رده سنی مشابه که به او نگاه می‌کند ستایش کرده است.